# 埃斯梅拉爾達斯縣
1°3′N 79°12′W / 1.050°N 79.200°W
埃斯梅拉爾達斯縣（西班牙語：Cantón Esmeraldas），是厄瓜多爾的縣份，位於該國西北部，由埃斯梅拉達斯省負責管轄，始建於1824年6月24日，面積1,351平方公里，海拔高度100米，2010年人口189,504，人口密度每平方公里140.27人。